# Blastothrix gurselae
Blastothrix gurselae är en stekelart som beskrevs av Japoshvili och Karaca 2004. Blastothrix gurselae ingår i släktet Blastothrix och familjen sköldlussteklar.
Artens utbredningsområde är Turkiet. Inga underarter finns listade.